# Пир (застолье)
Пир (пи́ршество, с-рус. пированье, столованье) — праздничное застолье у славян, большой званый обед или братчина, угощение с обильной едой и напитками, с беседами, шутками, а нередко — с песнями и танцами.

## Семантика пира
По традиционным воззрениям севернорусского крестьянина, совместная трапеза за столом («застолье»), сопровождавшаяся общением с широким кругом родственников, «со всем родом», в том числе с умершими, моделировала идеальное общество, отражала идею «изобильного рая».
Веселье и игра были неразрывно связаны с глубинной семантикой традиционного застолья, поскольку центральная его идея заключалась в наделении всех присутствующих гостей «долей», определении «судьбы». В надежде получить свою удачу, свой шанс, участники застолья вступали в игровое состязание, в «тонкое общение с судьбой», которое и является сущностью любой игры.
В сельском обиходе застолье рассматривалось как совместное действие, влиявшее на благосостояние и судьбу всех членов коллектива и использовавшееся для нейтрализации «чужого».
На званом обеде по традиции хозяин старался накормить и напоить гостей, если возможно, до того, чтобы они на ногах не стояли; а кто мало пил, тот огорчал хозяев. О таких говорили: «Он не пьёт, не ест, он не хочет нас одолжать!». Пить следовало полным горлом, а «не прихлебывать, как делают куры». Кто пил и ел с охотой, тот показывал, что любит хозяев. Но с другой стороны считалось постыдным напиться допьяна. Пир был в некотором роде шуточная война хозяина с гостями. Хозяин хотел во что бы то ни стало напоить гостя допьяна; гости не поддавались и только из вежливости должны были признать себя побежденными после упорной защиты. Некоторые, желая меньше выпить, из угождения хозяину притворялись пьяными к концу обеда, чтобы их более не принуждали, и таким образом в самом деле не опьянеть.
В Древней Руси пир являлся формой общественного сближения, выражающего торжество, победу или просто праздничное веселье. Пиры устраивались во всех слоях русского общества — от царя до простого крестьянина.
Если бояре обычно устраивали «званные» пиры, то крестьяне чаще — «незваные» братчины («на братчину ездят незваны»). Не случайно сложились поговорки про основную Никольскую братчину: «Никольщина не ходит с поклоном на барский двор». «Позывала Никольщина барщину в гости пировать, а того Никольщина не ведала, что на барщину царём от Бога навек заказ положен». Духовенство ещё в XIX веке советовало помещикам не участвовать в крестьянских братчинах.

## Традиционные дни пирований
Званые пиры устраивали по определённым праздникам: Пасха, Рождество, Троица, Николин день, Петра и Павла, Масленица, а также по семейным праздникам: рождение, крещение детей, свадебный пир, на новоселье и т. д.
Крепостные крестьяне получали от помещиков разрешение на пир 4 раза в году: на Великий день, Дмитровскую субботу, Масленицу и Рождество, а также на крестины и свадьбу. Крестьян отпускали на 3 дня, или на неделю. В некоторых местах к таким дням относился Никола зимний. Это были законодательно установленные «пивные» братчины — частным лицам разрешалось варить пиво до четырёх раз в год к церковным и семейным праздникам.

## Царские и боярские пиры
Царские пиры проводились с древних времён до реформ Петра I, когда были введены ассамблеи. Пиры, традиции и обряды были практически идентичными в различных слоях общества.

### Приглашение
Почётных гостей хозяин приглашал лично, к другим отправлял слуг. Тем самым между гостями делалось различие: одни получали честь прийти на пир, у других хозяин сам искал чести пригласить гостя на пир. На неофициальные пиры приглашались и жёны гостей. Для них хозяйка дома устраивала отдельный стол.
Царь за почётными гостями посылал специальный экипаж. К послам ездил окольничий с посольским приставом. Улицы убирались, вдоль дороги стояли стрельцы. Поезд гостя начинал стрелецкий полковник. Поезд сопровождали дворовые люди с протазанами в руках. Гостю устраивали три встречи: при выходе из экипажа (меньшая), на крыльце (средняя) и в сенях (большая). Почётным гостям устраивали четвёртую встречу. На первую встречу выходили два стольника и дьяк, на вторую встречу — окольничий, стольник и дьяк, на третью — боярин, стольник и думный дьяк.

### Место проведения пира
Пир устраивали в специальной столовой, или сенях. Комнату украшали заранее: на пол стелили ковры или половики, вешали занавески на окна, на столы стелили скатерти, на лавки — полавочники. Столы ставили вдоль стен, от красного угла.
В царском дворце Приёмную палату убирали в большой, средний или меньший наряд в зависимости от торжественности случая.

### Столовые приборы
На стол ставили перечницу, уксусницу, лимонник и солонку на каждые четыре персоны. Еда подавалась на стол порезанной на мелкие куски, поэтому не было необходимости в ножах и вилках. Гости ели вдвоём из одного блюда — это называлось «разделить трапезу». Есть с кем-либо из одного блюда считалось определённой честью.

### Местничество
В переднем углу устанавливался стол, который назывался большим. К большому столу вдоль стены приставляли ещё один стол, который назывался прямым. Вдоль стен избы стояли лавки. Лавка, расположенная в красном углу, называлась большая лавка. В красном углу, на большой лавке за столом сидел хозяин дома. Место хозяина дома называлось большим местом. Остальные члены семьи садились за стол в порядке старшинства. Если все не умещались за большой и прямой стол, к прямому столу под углом приставляли кривой стол.
Большое место считалось почётным, и предлагалось важным гостям. Гость должен был ритуально отказываться от места. Священнослужители садились на большое место, не отказываясь. Последнее место за кривым столом называлось полатный брус, так как располагалось под потолочным брусом, на который укладывали полати. В былинах богатыри на княжеских пирах садились обычно на полатный брус, а затем уже пересаживались на более почётные места, исходя из своих подвигов.
Место по правую руку от хозяина считалось почётным. Гости занимали места сообразно своему достоинству, родству, роду, отчеству (см. Местничество). Заслуги человека считались незначительными в сравнении с родовыми счетами. Сесть выше кого-то, кто считался выше по достоинству, означало нанести ему оскорбление. Скромный человек намеренно занимал более низкое место, с тем чтобы хозяин пересадил его на подобающее ему место. Тот, кто садился на неподобающе высокое место, мог быть обнесён блюдом или получить тарелку с меньшим количеством еды, чем у соседа. Стулья (кресла) были редким предметом и предназначались только для старейшин, патриархов и князей (царей). Остальные сидели на лавках, занимая места выше или ниже соседа — пир был частью родовой, а не общественной жизни. В XVIII веке застолье переместилось на стулья — независимые друг от друга места.
Царь сидел за отдельным столом на большом месте. На царских пирах кроме прямого и кривого столов ставили столы посольские, властелинские (для духовенства), боярские и другие.

### Пиршество
Хозяин сам резал хлеб и подавал его с солью гостям. Получить хлеб-соль от хозяина означало получить его расположение.
После раздачи хлеба подавали напитки и начинался пир. Гости сами требовали напитков; при подаче гуся говорили, что «гусь плавает по воде», при подаче индейки говорили, что «индейская курица воду пьёт».
Подавали до пяти перемен блюд: холодное, горячее, жаркое, пироги и «верхосыток» (десерт). Из напитков первым подавался квас, на царских пирах — вино. В XVI веке на царских пирах первым подавали жаркое. Царь начинал с жареного павлина или лебедя. В XVII веке первым блюдом стало холодное — обычно студень из говяжих ног, или икра. Напитков подавалось до девяти: три подачи вина, три подачи красного мёда, три подачи белого мёда. Обычаи гостеприимства требовали напоить гостей допьяна.
Царские пиры продолжались пять или шесть часов. В конце пира произносилась молитва «Достойно есть», и все расходились по домам. Гостям царь посылал на дом несколько вёдер вин и медов. Стольникам, стряпчим и жильцам, которые стояли с протазанами и прислуживали за столами, после пира выдавали по блюду сахаров зеренчатых, ягоды и изюм. В пирах участвовали 200—300 стольников, чашников и стряпчих.